# Spostrzeganie

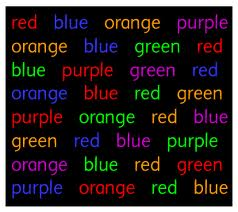
Tabela percepcji kolorów

Postrzeganie, spostrzeganie, percepcja – odbieranie bodźców wzrokowych, słuchowych, czy czuciowych, które poddawane są obróbce i syntezie w poszczególnych częściach mózgu. Jest pierwszym etapem przetwarzania informacji, które odbierane są przez narządy zmysłów. Proces postrzegania rozpoczyna akt spostrzegania.
Skomplikowane układy bodźców odzwierciedlają fragment otaczającej rzeczywistości odbieranej przez doświadczającego (spostrzegającego) w określonym momencie. 
Organizm człowieka może spostrzegać następujące cechy bodźców:
- typ energii (temperatura, dźwięk)
- lokalizacja w przestrzeni;
- natężenie.

## Podejście informacyjne
W podejściu informacyjnym spostrzeganie jest procesem kategoryzacji, w którym na podstawie rozpoznanych cech przedmiotu wnioskuje się czym on jest. 
Jego cechy to:
- kategorialność – istnieją reguły na podstawie których rzeczy i zjawiska są klasyfikowane jako równoważne,
- decyzyjność – wnioskowanie i przydzielenie do kategorii poprzez wykluczanie kolejnych hipotez,
- reprezentacyjność – istnienie w umyśle odbicia świata – mapy poznawczej.

### Przebieg procesu
1. prymitywna kategoryzacja – wyodrębnienie figury z tła,
2. poszukiwanie wskazówek – szukanie cech, postawienie hipotezy,
3. sprawdzenie dla potwierdzenia,
4. zakończenie potwierdzania – nabycie poczucia pewności.

Spostrzeganie nie zależy od gotowości percepcyjnej.

## Podejście ekologiczne
W podejściu ekologicznym jego funkcja to rejestrowanie tego co niezmienne (np. obiektywnego kształtu, a nie widoku przedmiotu z danej perspektywy).